# Önnestad
Önnestad is een dorp in de Zweedse gemeente Kristianstad in het landschap Skåne en de provincie Skåne län. Het dorp ligt 14 KM van de stad Kristianstad. Het heeft een inwoneraantal van 1.378 en een oppervlakte van 177 hectare (2010).

## Verkeer en vervoer
Bij de plaats loopt de Riksväg 21.
Ook heeft de plaats een station op de spoorlijn Kristianstad - Helsingborg.